# Hrvatski nogometni kup 2001-2002
La Hrvatski nogometni kup 2001./02. (coppa croata di calcio 2001-02) fu la undicesima edizione della coppa nazionale croata, fu organizzata dalla Federazione calcistica della Croazia e fu disputata dal agosto 2001 al maggio 2002.
Il detentore era la Dinamo Zagabria, che in questa edizione si ripeté: fu il suo sesto titolo nella competizione, la tredicesima coppa nazionale contando anche le sette della Coppa di Jugoslavia.
La vittoria diede alla Dinamo la qualificazione alla Coppa UEFA 2002-2003.
Il NK Zagabria, vincitore del campionato, venne eliminato ai quarti di finale.

## Formula e partecipanti
Alla competizione parteciparono le migliori squadre delle divisioni superiori, con la formula dell'eliminazione diretta. I primi turni erano a gara singola, mentre quarti, semifinali e finale erano ad andata e ritorno.
Al turno preliminare accedono le squadre provenienti dalle  Županijski kupovi (le coppe regionali): le 21 vincitrici più le finaliste delle 11 coppe col maggior numero di partecipanti.
Le prime 16 squadre del ranking quinquennale di coppa (63 punti alla vincitrice della coppa, 31 alla finalista, 15 alle semifinaliste, 7 a quelle che hanno raggiunto i quarti, 3 a quelle eliminate agli ottavi, 1 se eliminate ai sedicesimi) sono ammesse di diritto ai sedicesimi di finale.

### Ammesse di diritto ai sedicesimi di finale
Le prime 16 squadre (coi punti) del ranking 1995-2000 entrano di diritto nei sedicesimi della Coppa 2001-02:
- 1 Dinamo Zagabria (221)
- 2 Hajduk Spalato (103)
- 3 Osijek (93)
- 4 Varteks Varaždin (83)
- 5 NK Zagabria (77)
- 6 Cibalia (51)
- 7 Slaven Belupo (31)
- 8 Rijeka (23)
- 9 Zara (23)
- 10 Hrvatski Dragovoljac (22)
- 11 Inker Zaprešić (17)
- 12 Segesta (15)
- 13 Belišće (15)
- 14 Dubrovnik (13)
- 15 Marsonia (12)
- 16 Sebenico (11)

### Le finali regionali
Le Županijski kupovi (le coppe regionali) 2000-2001 hanno qualificato le 32 squadre (segnate in giallo) che partecipano al turno preliminare della Coppa di Croazia 2001-02. Si qualificano le 21 vincitrici più le finaliste delle 11 coppe col più alto numero di partecipanti.
| Regione                                 | Vincitore                  | Finalista               | Risultato     |
| --------------------------------------- | -------------------------- | ----------------------- | ------------- |
| Città di Zagabria                       | Croatia Sesvete            | Lučko                   | ?             |
| Regione di Zagabria                     | Radnik V. Gorica           | Samobor                 | ?             |
| Regione di Sebenico e Tenin             | Dinara Knin                | ?                       | ?             |
| Regione istriana                        | Vodnjan                    | Uljanik                 | ?             |
| Regione zaratina                        | Hajduk Pridraga            | ?                       | ?             |
| Regione spalatino-dalmata               | Uskok Klis                 | ?                       | ?             |
| Regione raguseo-narentana               | Jadran Ploče               | ?                       | ?             |
| Regione di Karlovac                     | Slunj                      | ?                       | ?             |
| Regione di Koprivnica e Križevci        | Podravac Virje             | Koprivnica              | ?             |
| Regione di Bjelovar e della Bilogora    | Bjelovar                   | Omladinac Čurlovac      | ?             |
| Regione di Krapina e dello Zagorje      | Zagorec                    | ?                       | ?             |
| Regione di Varaždin                     | Ivančica Ivanec            | Podravina Ludbreg       | ?             |
| Regione del Međimurje                   | Nedelišće                  | Sloga Čakovec           | ?             |
| Regione di Virovitica e della Podravina | Virovitica                 | ?                       | ?             |
| Regione di Brod e della Posavina        | Željezničar Slavonski Brod | Sloga Nova Gradiška     | 2–2 (4-2 dtr) |
| Regione di Požega e della Slavonia      | Kamen Ingrad               | BSK Buk                 | 6–2           |
| Regione di Vukovar e della Sirmia       | Dilj Vinkovci              | Vukovar                 | 2–1           |
| Regione di Osijek e della Baranja       | Valpovka                   | Grafičar-Vodovod Osijek | 2–1           |
| Regione di Sisak e della Moslavina      | Moslavina                  | TŠK Topolovac           | ?             |
| Regione litoraneo-montana               | Pomorac                    | ?                       | ?             |
| Regione della Lika e di Segna           | Novalja                    | ?                       | ?             |

### Riepilogo
| 1ª Divisione 1.HNL | 2ª Divisione 2.HNL | 3ª Divisione 3.HNL | Divisioni inferiori                                                            |
| --- | --- | --- | ------------------------------------------------------------------------------ |
| dal turno preliminare: | | |                                                                                |
| Kamen Ingrad Pomorac TŠK Topolovac | Bjelovar Croatia Sesvete Grafičar-Vodovod Osijek Ivančica Ivanec Koprivnica Novalja Podravac Virje Samobor Sloga Čakovec Sloga Nova Gradiška Uljanik Uskok Klis Valpovka Vukovar                | Dilj Vinkovci Jadran Ploče Lučko Zagabria Moslavina Omladinac Čurlovac Podravina Ludbreg Radnik V. Gorica Virovitica Zagorec | Dinara Knin Hajduk Pridraga Nedelišće Slunj Vodnjan Željezničar Slavonski Brod |
| dai sedicesimi di finale: | | |                                                                                |
| Cibalia Dinamo Zagabria Hajduk Spalato Hrvatski Dragovoljac Marsonia Osijek Rijeka Sebenico Slaven Belupo Varteks Varaždin Zara NK Zagabria | Belišće Inter Zaprešić Segesta | Dubrovnik |                                                                                |
| non ammesse: | | |                                                                                |
| NK Čakovec | Bedem Ivankovo GOŠK Dubrovnik Imotski Istria Mosor Žrnovnica Metalac Osijek Mladost Molve NAŠK Našice Omladinac Novo Selo Rok Orijent Rijeka Papuk Orahovica Solin Trnje Zagabria Vrbovec Žminj | le altre 70 squadre | tutte le altre squadre                                                         |
| 1ª Divisione 1.HNL | 2ª Divisione 2.HNL | 3ª Divisione 3.HNL | Divisioni inferiori                                                            |

### Calendario
| Turno             | Data                                | Numero gare | Squadre | Entrano in questo turno                                                |
| ----------------- | ----------------------------------- | ----------- | ------- | ---------------------------------------------------------------------- |
| Turno preliminare | 22 agosto 2001                      | 16          | 48 → 32 | Vincitrici delle 21 coppe regionali 11 finaliste delle coppe regionali |
| Primo turno       | dal 18 settembre al 16 ottobre 2001 | 16          | 32 → 16 | Le migliori 16 del ranking                                             |
| Secondo turno     | dal 24 ottobre al 7 novembre 2001   | 8           | 16 → 8  | Nessuna                                                                |
| Quarti di finale  | 14 novembre 2001 8 dicembre 2001    | 8           | 8 → 4   | Nessuna                                                                |
| Semifinali        | 20 marzo 2002 3 aprile 2002         | 4           | 4 → 2   | Nessuna                                                                |
| Finale            | 24 aprile 2002 1º maggio 2002       | 2           | 2 → 1   | Nessuna                                                                |

## Turno preliminare
| Squadra 1               | Risultato             | Squadra 2                  |
| ----------------------- | --------------------- | -------------------------- |
| 22 agosto 2001          |                       |                            |
| Zagorec                 | 5 – 1                 | Nedelišće                  |
| Lučko                   | 1 – 2                 | Novalja                    |
| Croatia Sesvete         | 4 – 0                 | Slunj                      |
| Dilj Vinkovci           | 4 – 1                 | Moslavina                  |
| Radnik V. Gorica        | 0 – 1                 | Željezničar Slavonski Brod |
| Vukovar                 | 4 – 1                 | Sloga Nova Gradiška        |
| Dinara Knin             | 1 – 3                 | Bjelovar                   |
| Podravac Virje          | 2 – 1                 | Valpovka                   |
| Kamen Ingrad            | 4 – 0                 | Virovitica                 |
| Samobor                 | 1 – 1 (dts) (4-2 dtr) | Uskok Klis                 |
| Grafičar-Vodovod Osijek | 3 – 1                 | Vodnjan                    |
| Pomorac                 | 6 – 0                 | Hajduk Pridraga            |
| TŠK Topolovac           | 2 – 1 (dts)           | Koprivnica                 |
| Sloga Čakovec           | forfait               | Jadran Ploče               |
| Ivančica Ivanec         | 4 – 3 (dts)           | Uljanik                    |
| Podravina Ludbreg       | 5 – 0                 | Omladinac Čurlovac         |

## Sedicesimi di finale
| Squadra 1                           | Risultato             | Squadra 2            |
| ----------------------------------- | --------------------- | -------------------- |
| Dal 18 settembre al 16 ottobre 2001 |                       |                      |
| Sloga Čakovec                       | 1 – 5                 | Osijek               |
| Grafičar-Vodovod Osijek             | 0 – 1                 | NK Zagabria          |
| Vukovar                             | 2 – 4                 | Rijeka               |
| Dilj Vinkovci                       | 2 – 0                 | Dubrovnik            |
| Zagorec                             | 0 – 3                 | Belišće              |
| Marsonia                            | 1 – 3                 | Zara                 |
| Novalja                             | 0 – 0 (dts) (4-3 dtr) | Cibalia              |
| Croatia Sesvete                     | 1 – 3                 | Kamen Ingrad         |
| Pomorac                             | 4 – 1                 | Slaven Belupo        |
| Podravac Virje                      | 0 – 4                 | Hrvatski Dragovoljac |
| Samobor                             | 1 – 1 (dts) (5-6 dtr) | Inker Zaprešić       |
| TŠK Topolovac                       | 5 – 3                 | Segesta              |
| Bjelovar                            | 2 – 3                 | Sebenico             |
| Željezničar Slavonski Brod          | 0 – 3                 | Dinamo Zagabria      |
| Ivančica Ivanec                     | 1 – 3                 | Varteks Varaždin     |
| Podravina Ludbreg                   | 0 – 1 (dts)           | Hajduk Spalato       |

## Ottavi di finale
| Squadra 1                         | Risultato             | Squadra 2       |
| --------------------------------- | --------------------- | --------------- |
| Dal 24 ottobre al 7 novembre 2001 |                       |                 |
| Kamen Ingrad                      | 1 – 4                 | Dinamo Zagabria |
| Sebenico                          | 0 – 0 (dts) (4-5 dtr) | NK Zagabria     |
| Varteks Varaždin                  | 5 – 0                 | Belišće         |
| TŠK Topolovac                     | 0 – 0 (dts) (5-4 dtr) | Novalja         |
| Pomorac                           | 5 – 1                 | Inker Zaprešić  |
| Hrvatski Dragovoljac              | 1 – 1 (dts) (3-4 dtr) | Rijeka          |
| Dilj Vinkovci                     | 1 – 2                 | Hajduk Spalato  |
| Zara                              | 0 – 1                 | Osijek          |

## Quarti di finale
| Squadra 1       | Totale | Squadra 2        | Andata     | Ritorno    |
| --------------- | ------ | ---------------- | ---------- | ---------- |
|                 |        |                  | 14.11.2001 | 08.12.2001 |
| Osijek          | 5 – 0  | TŠK Topolovac    | 3 – 0      | 2 – 0      |
| Pomorac         | 3 – 1  | NK Zagabria      | 2 – 1      | 1 – 0      |
| Dinamo Zagabria | 2 – 0  | Rijeka           | 1 – 0      | 1 – 0      |
| Hajduk Spalato  | 3 – 4  | Varteks Varaždin | 1 – 3      | 2 – 1      |

## Semifinali
| Squadra 1 | Totale | Squadra 2        | Andata     | Ritorno    |
| --------- | ------ | ---------------- | ---------- | ---------- |
|           |        |                  | 20.03.2002 | 03.04.2002 |
| Pomorac   | 1 – 2  | Varteks Varaždin | 1 – 0      | 0 – 2      |
| Osijek    | 2 – 3  | Dinamo Zagabria  | 2 – 1      | 0 – 2      |

## Finale
| Squadra 1       | Totale | Squadra 2        | Andata     | Ritorno    |
| --------------- | ------ | ---------------- | ---------- | ---------- |
|                 |        |                  | 24.04.2002 | 01.05.2002 |
| Dinamo Zagabria | 2 – 1  | Varteks Varaždin | 1 – 1      | 1 – 0      |

### Andata
| Arbitro: | Kovačić (Križevci) |

|              |           |               |
| Sedloski 47’ | Marcatori | 22’ Halilović |

| DINAMO          |  |                     |  |     |
|                 |  |                     |  |     |
|                 |  | Tomislav Butina     |  |     |
|                 |  | Spomenko Bošnjak    |  |     |
|                 |  | Goce Sedloski       |  |     |
|                 |  | Kristijan Polovanec |  |     |
|                 |  | Ivan Ćosić          |  | 29' |
|                 |  | Damir Krznar        |  |     |
|                 |  | Jerko Leko          |  | 46' |
|                 |  | Jasmin Agić         |  |     |
|                 |  | Vladimir Petrović   |  |     |
|                 |  | Silvio Marić        |  |     |
|                 |  | Enes Mešanović      |  |     |
| A disposizione: |  |                     |  |     |
|                 |  | Mihael Mikić        |  | 29' |
|                 |  | Dario Zahora        |  | 46' |
| Allenatore:     |  |                     |  |     |
| Marijan Vlak    |  |                     |  |     |

| VARTEKS         |  |                    |  |     |
|                 |  |                    |  |     |
|                 |  | Danijel Mađarić    |  |     |
|                 |  | Goran Granić       |  |     |
|                 |  | Matija Kristić     |  |     |
|                 |  | Ivan Režić         |  |     |
|                 |  | Silvester Sabolčki |  |     |
|                 |  | Danijel Hrman      |  |     |
|                 |  | Hrvoje Sklepić     |  | 75' |
|                 |  | Zoran Kastel       |  |     |
|                 |  | Miljenko Mumlek    |  | 90' |
|                 |  | Oskar Drobne       |  | 64' |
|                 |  | Nedim Halilović    |  |     |
| A disposizione: |  |                    |  |     |
|                 |  | Devis Mukaj        |  | 64' |
|                 |  | Nikola Šafarić     |  | 75' |
|                 |  | Andrija Balajić    |  | 90' |
| Allenatore:     |  |                    |  |     |
| Branko Janžek   |  |                    |  |     |

### Ritorno
| Arbitro: | Trivković (Spalato) |

|  |           |          |
|  | Marcatori | 32’ Leko |

| Varteks | Dinamo |

|                 |  |                    |  |     |     |
|                 |  |                    |  |     |     |
|                 |  | Danijel Mađarić    |  |     |     |
|                 |  | Goran Granić       |  |     |     |
|                 |  | Ivan Režić         |  |     |     |
|                 |  | Zoran Ivančić      |  |     |     |
|                 |  | Silvester Sabolčki |  | 54' |     |
|                 |  | Devis Mukaj        |  | 21' |     |
|                 |  | Zoran Kastel       |  |     |     |
|                 |  | Danijel Hrman      |  |     |     |
|                 |  | Miljenko Mumlek    |  |     |     |
|                 |  | Oskar Drobne       |  |     |     |
|                 |  | Veldin Karić       |  |     |     |
| A disposizione: |  |                    |  |     |     |
|                 |  | Hrvoje Sklepić     |  | 21' | 75' |
|                 |  | Antun Andričević   |  | 54' |     |
|                 |  | Nedim Halilović    |  | 75' |     |
| Allenatore:     |  |                    |  |     |     |
| Branko Janžek   |  |                    |  |     |     |

|                 |  |                     |  |     |     |
|                 |  |                     |  |     |     |
|                 |  | Tomislav Butina     |  |     |     |
|                 |  | Spomenko Bošnjak    |  |     |     |
|                 |  | Goce Sedloski       |  |     |     |
|                 |  | Kristijan Polovanec |  |     |     |
|                 |  | Mihael Mikić        |  |     |     |
|                 |  | Jerko Leko          |  |     |     |
|                 |  | Jasmin Agić         |  |     |     |
|                 |  | Damir Krznar        |  |     |     |
|                 |  | Vladimir Petrović   |  |     |     |
|                 |  | Silvio Marić        |  | 77' |     |
|                 |  | Enes Mešanović      |  | 56' |     |
| A disposizione: |  |                     |  |     |     |
|                 |  | Dario Zahora        |  | 56' | 88' |
|                 |  | Dino Drpić          |  | 77' |     |
|                 |  | Niko Kranjčar       |  | 88' |     |
| Allenatore:     |  |                     |  |     |     |
| Marijan Vlak    |  |                     |  |     |     |

## Marcatori
| Pos. | Giocatore           | Squadra       | Reti |
| ---- | ------------------- | ------------- | ---- |
| 1    | Saša Bjelanović     | Varteks       | 3    |
| 1    | Joško Popović       | Kamen Ingrad  | 3    |
| 3    | Domagoj Abrahamović | Dinamo        | 2    |
| 3    | Jasmi Agić          | Dinamo        | 2    |
| 3    | Davor Dželalija     | Orijent       | 2    |
| 3    | Tomislav Erceg      | Hajduk        | 2    |
| 3    | Mario Garba         | TŠK Topolovac | 2    |
| 3    | Marko Grubišić      | Pomorac       | 2    |
| 3    | Jerkić              | Dilj Vinkovci | 2    |
| 3    | Danijel Popović     | Vukovar       | 2    |
| 3    | Nikola Šafarić      | Varteks       | 2    |
| 3    | Goce Sedloski       | Dinamo        | 2    |
| 3    | Almir Turković      | Osijek        | 2    |
| 3    | Zoran Zekić         | Zara          | 2    |